# Ranunculus demarsinii
Ranunculus demarsinii är en ranunkelväxtart som beskrevs av S. Ericsson. Ranunculus demarsinii ingår i släktet ranunkler, och familjen ranunkelväxter. Inga underarter finns listade i Catalogue of Life.